# المعهد العالي للإعلامية بمدنين
المعهد العالي للإعلامية بمدنين هو إحدى المؤسسات العليا التابعة لجامعة قابس. ويوجد بمركز ولاية مدنين المجاوزة لولاية قابس مثله مثل ثلاث مؤسسات جامعية أخرى.

## أرقام
طبقا لأرقام السنة الدراسية 2007-2008 يدرس بها 349 طالبا من بينهم 224 طالبة.